# Love Story (pesem, Taylor Swift)
»Love Story« je pesem, ki jo je napisala in izvedla ameriška country-pop glasbenica Taylor Swift. Je glavni singl iz njenega drugega glasbenega albuma Fearless. Pesem je izšla septembra 2008 in do novembra tistega leta je dosegla prvo mesto na Billboardovi lestvici Hot Country Songs in tako postala tretja pesem Taylor Swift, ki je pristala na prvem mestu Billboardove lestvice. Postala je tudi velika uspešnica na lestvici Billboard Hot 100, kjer je dosegla četrto mesto. Pesem »Love Story« je bila prvi mednarodni singl Taylor Swift, ki je izšel tudi zunaj severne Amerike in Avstralije. Poleg tega je pesem »Love Story« tretji digitalno najbolje prodajani singl ženske ustvarjalke in šesti nasploh.
Pesem je tudi del albuma Now That's What I Call Country Volume 2. Med drugim so v njej peli člani skupine Band Hero.

## Ozadje
Taylor Swift je dejala:
To je pesem, ki sem jo napisala, ko sem hodila s fantom, ki ni bil ravno najbolj popularen. Njegova situacija je bila nekoliko zapletena, vendar mi ni bilo mar. Pesem sem začela s kitico Ta ljubezen je težka, vendar resnična (This love is difficult, but it's real). Ko sem napisala konec pesmi, sem se počutila kot dekle, ki želi srečen konec svoje ljubezenske zgodbe. Zato je konec takšen, kakršnega si želim. Želim si fanta, ki mu je vseeno, kaj si kdorkoli drug misli. Zato reče samo 'Poroči se z menoj, Julija, ljubim te in to je vse, kar zares vem.' To je sicer povezano z liki Romea in Julije, saj me tisti fant pravzaprav ni prosil, naj se poročim z njim ali kaj podobnega ... ampak to je bilo zabavno napisano.
Taylor Swift je dejala, da pesem govori o fantu, o katerem govori tudi pesem »White Horse«.

## Sestava
Pesem »Love Story« je izšla kot prvi glasbeni singl iz drugega glasbenega albuma Taylor Swift, Fearless, v letu 2008. V članku za revijo Billboard je Taylor Swift pesem »Love Story« opisala kot »ljubezen, ki jo moraš skrivati, saj se zaradi takšnega ali drugačnega razloga ne bo izšla dobro. V pesem sem vpletla tudi zgodbo Romea in Julije; najini starši so se namreč prepirali. To se mi je zdela bolj kot ljubezen, ki je ne morem opredeliti - ljubezen, ki je ne družba ne vaši prijatelji ne bi mogli sprejeti.«
Pesem ima srednje hiter tempo s poudarkom na banju in kitarah. Besedilo vključuje zgodbi iz dram Romeo in Julija in The Scarlet Letter, s katerimi je želela opisati ljubimca, s katerim se ji njen oče ne pusti videvati. Kakorkoli že, na koncu se oče sprijazni z razmerjem in par se zaroči. Del snubitve skupaj z modulacijo sega od tonov D in E. Taylor Swift je v mnogih intervjujih omenila, da vsa pesem temelji na kitici »Ta ljubezen je težka, vendar je resnična« (»This love is difficult, but it's real«).
Pop mešanje v pesmi nadomesti country stil inštrumentov (banjo) in bas kitara, bobni ter električna kitara.
Mednarodni radijski remix pesmi je hibridna mešanica verzije pesmi iz albuma in pop različice, ki pa obdrži enako zgodbo in prvoten pomen pesmi.
V juniju 2009 je Taylor Swift skupaj s T-Painom s pesmijo »Thug Story«, parodijo pesmi »Love Story« nastopila na podelitvi nagrad CMT Music Awards. V oktobru 2009 je s pesmijo »Love Story« nastopila na oddaji The Oprah Winfrey Show.

## Kritike
Pesem »Love Story« je s strani glasbenih kritikov večinoma prejela pozitivne ocene. Jim Malec iz bloga The 9513 ji je dodelil pozitivno oceno. Kljub temu, da je napisal, da ima pesem »čudovit, idealen konec«, je dejal, da se mu ta zdi predvidljiv za štiriminutno pesem. Glede besedila je napisal, da se ta »zaplete pri aferi, ki je enaka Julijini ... v bistvu je Taylor Swift, najbrž največja zvezda v tem trenutku, ravno dokončala svežo pesem, kljub temu pa je pesem žalostno neoriginalna.« Dodal je tudi: »Nobeden izmed teh kritikov, kakorkoli že, ne bo imel velikega vpliva na učinkovitost te pesmi ali na njeno sposobnost, s katero ne najde resonančne povezave s publiko ... še več, 'Love Story' pokaže glasbeno ustvarjalko, ki je pripravljena izkoristiti priložnost poseči stran od standrdnega formata s strukturo pesmi in na plan izpustiti celotno osebnost - čeprav je besedilo v bistvu že izpeto.«
Nick Levine iz spletne strani Digital Spy je pesmi dodelil tri zvezdice in pohvalil Taylor Swift, ker se zaveda svojega »načina izbiranja pesmi, primerne za radio« in dejal, da »ima dovolj čara besedila« ter da je pesem »pravzaprav verzija Romea in Julije s srečnim koncem«. V svoji oceni pesmi je dejal: »Kot različica Meg Ryan je tudi ta pesem v celoti banalna, vendar tudi dobra.«
Kakorkoli že, zgodba o Romeu in Juliji je bila mišljena kot tragedija s srečnim koncem v nasprotju z ljubezensko zgodbo. Nekateri menijo, da je pesem predstavila originalne ideale zgodbe in ustvarja napačno predstavo o klasični literaturi.
10. novembra 2009 je Taylor Swift za pesem na podelitvi nagrad BMI Award prejela nagrado za »country pesem leta«.
Obe, pop in originalna country verzija pesmi sta bili del filma Pisma Juliji iz leta 2010.

## Dosežki
Pesem »Love Story« je kot singl izšla 12. septembra 2008. Ob koncu tedna 27. septembra 2008 je pesem dosegla petindvajseto mesto na Billboardovi lestvici Hot Country Songs ter tako postal najvišje uvrščeni singl Taylor Swift na tej lestvici v njeni karieri. Ob koncu tedna 22. novembra 2008 je pesem postala njen tretji singl na prvem mestu lestvice Hot Country Songs, na lestvici pa je ostal samo trinajst tednov. Na lestvici Billboard Hot 100 je pesem pristala na šestnajstem mestu ter tako postala peti najvišje uvrščeni singl iz lestvice v njeni karieri (takoj za pesmimi »Today Was a Fairytale«, ki je dosegla drugo mesto, »Fearless« (deveto mesto), »Change« na desetem mestu in »You're Not Sorry« na enajstem), kasneje pa dosegla četrto mesto na lestvici. Postal je tudi njen drugi najboljši na radijih, saj je dosegel drugo mesto na lestvici Billboard Hot 100 Airplay ter prvo mesto na lestvici Billboard Pop 100 Airplay. Od 20. februarja 2009 je pesem »Love Story« prva country pesem v zgodovini, ki je dosegla prvo mesto na lestvici Top 40. Od 21. oktobra je pesem v Združenih državah Amerike legalno prodala 3.977.000 legalnih kopij.
Singl je prejel velik mednarodni uspeh. 22. februarja 2009 je pesem »Love Story« dosegla dvaindvajseto mesto na lestvici UK Singles Chart samo zaradi digitalne prodaje. 1. marca 2009 je pesem »Love Story« pristala na drugem mestu te lestvice, takoj za pesmijo Kelly Clarkson, »My Life Would Suck Without You«. Taylor Swift je prva country pevka, ki je zasedla eno izmed prvih desetih mest na tej lestvici od Shanie Twain, katere pesem »Party for Two« se je uvrstila na deseto mesto v letu 2004 in Faith Hill, ki je deseto mesto dosegla s svojo uspešnico »There You'll Be«. Pesem »Love Story« je med prvimi stotimi pesmimi na lestvici preživela dvaintrideset tednov, šest tednov pa je bila pesem tudi med prvimi desetimi. Do danes »Love Story« ostaja najuspešnejši singl Taylor Swift v Veliki Britaniji.
Pesem je prejela velik uspeh tudi v Oceanii. V Avstraliji je dva nezaporedna tedna preživela na prvem mestu lestvice ARIA Singles Chart (ob tednih, ki so se končali 23. marca in 6. aprila) in pesem je enajst tednov na isti lestvici preživela na drugem mestu. Na Novi Zelandiji je pesem dosegla tretjo mesto na lestvici RIANZ Singles Chart; kakorkoli že, dosegla je tudi na prvo mesto na lestvici Top 10 Radio Airplay Chart ter na tem mestu ostajala osem tednov. Pesem je tako postala singl, ki je v letu 2009 na lestvici ostal najdlje. 30. avgusta 2009 je pesem prejela platinasto certifikacijo za 15.000 prodanih kopij. Pesem je na Japonskem v prvem tednu od izdaje dosegla tretje mesto.
Pesem je devetindvajset zaporednih tednov preživela na lestvici v Venezueli in dosegla tretje mesto na lestvici ob koncu tedna za največkrat predvajan singl leta 2009.
6. junija 2009 je pesem dosegla prvo mesto na lestvici US Hot Adult Contemporary Tracks in tako postala prva pesem na prvem mestu te lestvice Taylor Swift.
Pesem »Love Story« je Taylor Swift zapela tudi za dobrodelno kampanjo v Veliki Britaniji, imenovano Children in Need 2009. Z nastopom je zaslužila 13.000 £, ki jih je darovala kampanji.

## Videospot
Videospot se je prvič predvajal na kanalu Country Music Television 12. septembra 2008.
Videospot se začne s Taylor Swift, ki opazi fanta pod drevesom v današnjem času, ki ga je zaigral Justin Gaston. Nato se scene sedanjega časa izbrišejo in prikaže se aluzija romana Prevzetnost in pristranost. Taylor Swift, oblečena v plesno obleko, se pokaže med petjem zunaj gradu, kjer čaka na verzijo g. Darcyja. Še vedno poje in prikaže se še nekaj prizorov iz preteklosti, kjer Taylor Swift pleše s kavalirjem. »Ljubezenska zgodba« se konča s tem, da se videospot vrne nazaj v sedanjost.
Scene iz sedanjosti so posneli na univerzi Cumberland University v Lebanonu, Tennessee, med tem ko je bil njen nastop posnet v gradu Castle Gwynn zunaj Murfeesbora, Tennessee.

## Ostale verzije
Promocijski CD singl
1. »Love Story« (mednarodni radijski remix)
2. »Love Story« (pop remix)
3. »Love Story« (verzija z albuma)

Promocijski remix - CD singl
1. »Love Story« (radijska verzija)
2. »Love Story« (celotni remix J Stax)
3. »Love Story« (verzija J Stax)
4. »Love Story« (remix Digital Dog)
5. »Love Story« (verzija Digital Dog)
6. "Love Story" (Digital Dog Dub)

Velika Britanija - CD singl
1. »Love Story« (radijska verzija)
2. »Beautiful Eyes«
3. »Love Story« (Digital Dog - radijski remix)

## Ostale izvedbe
Nizozemski pop-rock band večkrat izvede lastno verzijo te pesmi v živo.

## Dosežki na lestvicah

### Dosežki ob koncu leta
| Lestvica (2009)           | Dosežek |
| ------------------------- | ------- |
| Australian Singles Chart  | 3       |
| New Zealand Singles Chart | 13      |
| UK Singles Chart          | 29      |
| US Billboard Hot 100      | 5       |

### Ostali pomembnejši dosežki
| Predhodnik: »Everybody Wants to Go to Heaven« od Kennyja Chesneyja z Bob Marley and the Wailers (BMW) | Canadian Country Singles Chart - prvo mesto 14. november –21. november 2008                                                        | Naslednik: »Already Gone« od Sugarlanda      |
| Predhodnik: »Just a Dream« od Carrie Underwood                                                        | US Billboard Hot Country Songs - prvo mesto 22. november – 29. november 2008                                                       | Naslednik: »Chicken Fried« od Zac Brown Band |
| Predhodnik: »Single Ladies (Put a Ring on It)« od Beyoncé                                             | US Billboard Top 40 Mainstream - prvo mesto 28. februar 2009                                                                       | Naslednik: »Circus« od Britney Spears        |
| Predhodnik: »Right Round« od Flo Ride                                                                 | Australian ARIA Singles Chart - prvo mesto 23. marec 2009 - 30. marec 2009 (prvi krog) 6. april 2009 - 13. april 2009 (drugi krog) | Naslednik: »Right Round« od Flo Ride         |
| Predhodnik: »I'm Yours« od Jasona Mraza                                                               | U.S. Billboard Hot Adult Contemporary Tracks - prvo mesto 6. junij - 11. julij 2009                                                | Naslednik: »The Climb« od Miley Cyrus        |